# 本南人
本南人（英語：Penan people）是居住在砂拉越和文萊的游牧原住民族。該族群在文萊的規模不大，有一半人皈依伊斯蘭教，即使只是表面上的。 本南人是僅存的以狩獵和採集為生的民族之一。 本南人以他們的“molong”習俗而聞名，這意味著從不取用超過生活必需的東西。 在第二次世界大戰後傳教士使許多本南人定居之前，大多數本南人都是游牧狩獵採集者，主要在Ulu-Baram區和林夢縣。 他們以植物和動物為食，植物也被用作藥物，並使用獸皮、皮毛和其他部分作為衣服和住所。